# Frits Lensvelt
Frits Lensvelt (Den Haag 7 maart 1886 - Middelburg, 23 juli 1945) was een Nederlands beeldend kunstenaar, kalligraaf en in velerlei disciplines werkzaam ontwerper: boek- en grafisch ontwerp, decor- en lichtontwerp, meubel-, lampen- en binnenhuisontwerp.
Zijn persoonlijk archief wordt deels bewaard in het Amsterdamse Allard Pierson Museum en deels in het Drents Museum in Assen. Daarbij ligt bij de eerste het accent op correspondentie en decor- en theaterlichtontwerp en bij de tweede op meubel- lampen- en binnenhuis ontwerp. Verder bevindt zijn werk zich onder andere in het Rijksprentenkabinet, het Zeeuws Museum en het Stedelijk Museum Amsterdam. Openbare gebouwen waar door Lensvelt ontworpen lampen kunnen worden gezien zijn o.a. het Stadhuis van Enschede en de Christian Science kerk te Amsterdam. Onder andere voor veel van zijn theaterontwerpen werkte hij nauw samen met zijn echtgenote, de kostuumontwerpster Nell Bronger.

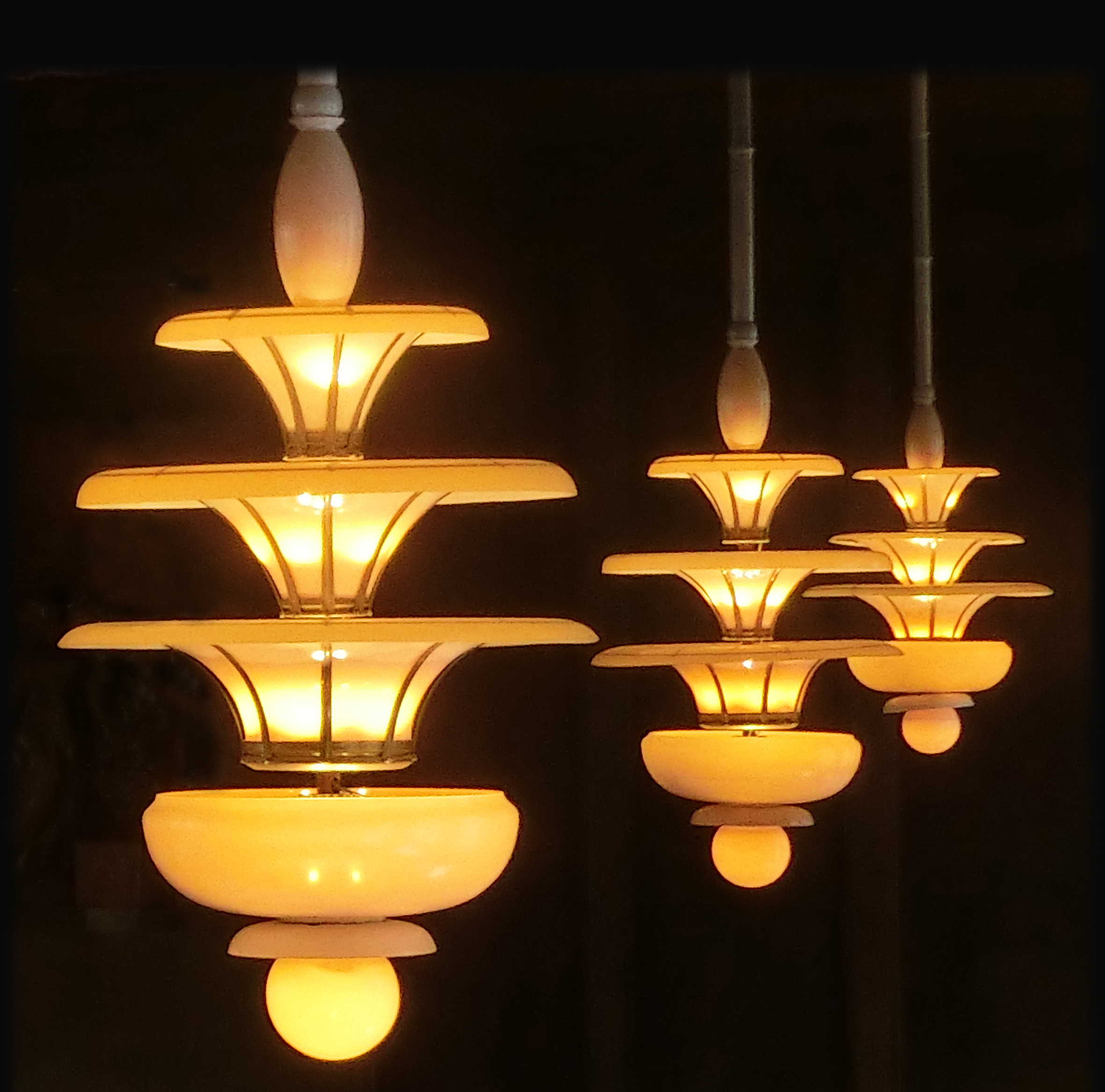
Plafondlampen, ontworpen door Frits Lensvelt, vervaardigd door de glasfabriek Leerdam, 1927-1928, Raadszaal Stadhuis Amsterdam, in 2025 Sofitel Legend The Grand Amsterdam, Oudezijdsvoorburgwal 197

## Leven en werk

### Jeugd
Frederik Willem Hendrik Lensvelt werd in 1886 in Den Haag geboren als oudste zoon van Willem  Adriaan Lensvelt (1864-1903), mede firmant van de brood- en boterfabrieken Lensvelt Nicolai en Sophia Cornelia Racer (1857-1919). Een jaar later werd zijn broer, Willem Adriaan, (1887-1963).
Zijn ouders scheidden in 1895, waarna de twee jongens door hun moeder werden opgevoed. Rond 1900 verhuisde ze echter naar Engeland en werd hoofd huishouding op het landgoed Hewell Grange bij Redditch (Worcestershire) van Robert Windsor-Clive, 1st Earl of Plymouth. De jongens liet ze achter onder de hoede van haar zuster Bernardina Paerels-Racer.
Tijdens de vakanties bezochten ze haar en zo kwam het dat Lensvelt zijn kunstopleiding ook in Londen ging volgen. Eerst aan de Central School of Arts and Crafts (in 2025 Central Saint Martins College of Art and Design) en later aan de Ealing School of Art and Design.

### Vroege jaren 1904-1909

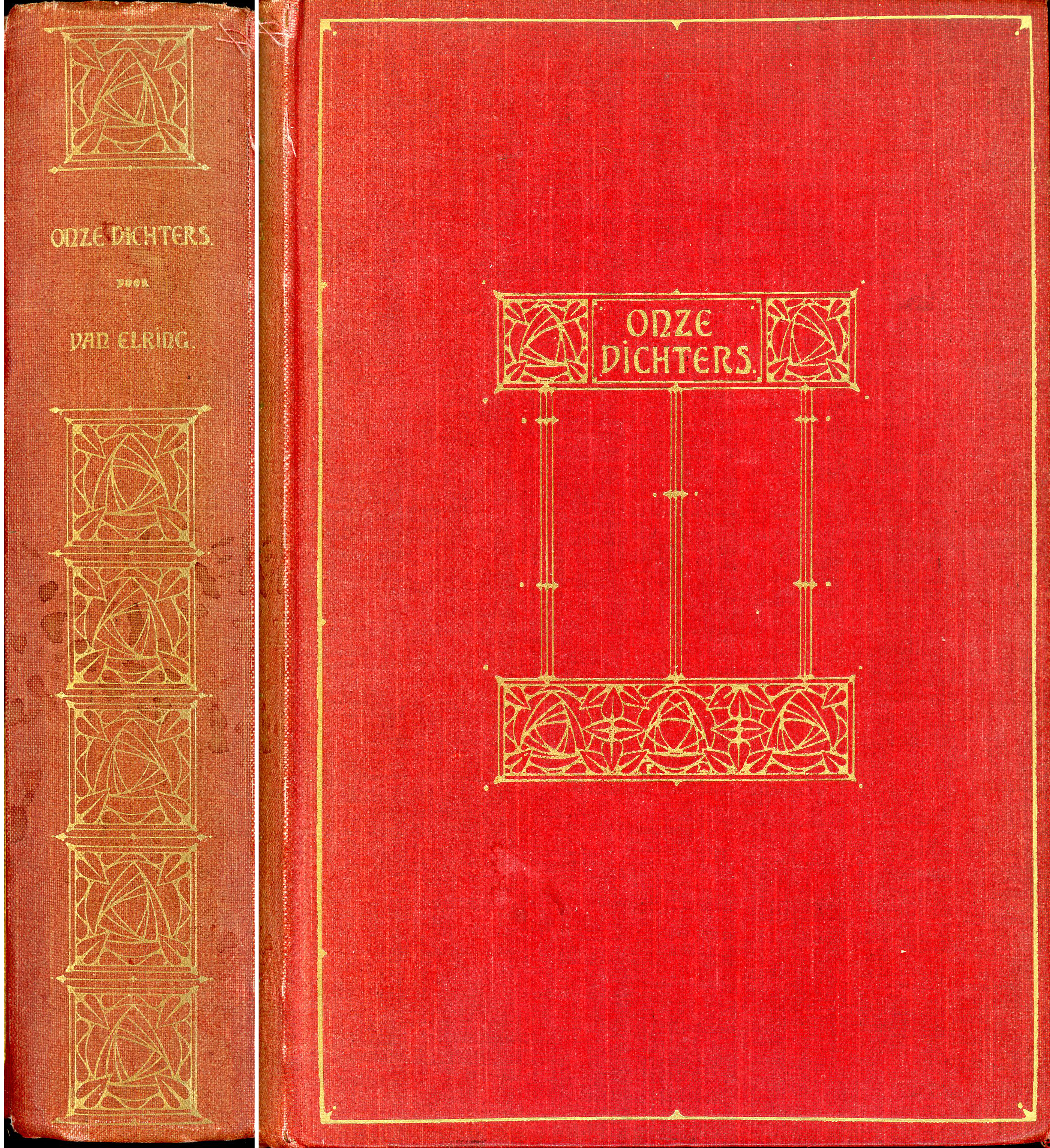
Onze Dichters, poëziebloemlezing van Gust. van Elring, boekband en bladversieringen door Frits Lensvelt, Amsterdam, Meulenhoff & Co., 1908

Terug in Nederland legde Lensvelt zich in eerste instantie toe op boekontwerp en andere grafisch ontwerp opdrachten. Zo ontwierp hij voor de in 1908 verschijnende bloemlezing "Onze Dichters" de omslag en talloze bladversieringen.
Rond 1907 raakte Lensvelt betrokken bij een gedurfde theater productie door studenten van het stuk Ware-nar of Warenar uit 1617 en toegeschreven aan P.C. Hooft. Belangrijkste man achter dit initiatief was de (toen 18-jarige) latere Unilever ceo Paul Rijkens. Hij was het die de beroemde acteur Willem Royaards wist over te halen de regie op zich te nemen en de hoofdrol te vertolken.
Het succes van de voorstellingen in onder andere Amsterdam, Rotterdam en Den Haag leidde tot Royaards' besluit een eigen gezelschap te beginnen, de n.v. Het Tooneel. Bemiddelde Rotterdammers uit de kringen van Paul Rijkens stelden hem daartoe in staat. De thuisbasis van het gezelschap werd het Amsterdamse Paleis voor Volksvlijt.
Lensvelts decors vielen kennelijk in de smaak net als de costuums van Nell Bronger want Royaards nam haar direct in dienst en hem een jaar later. Het veranderde hun beider leven totaal.

### N.V. Het Tooneel (1909-1921)

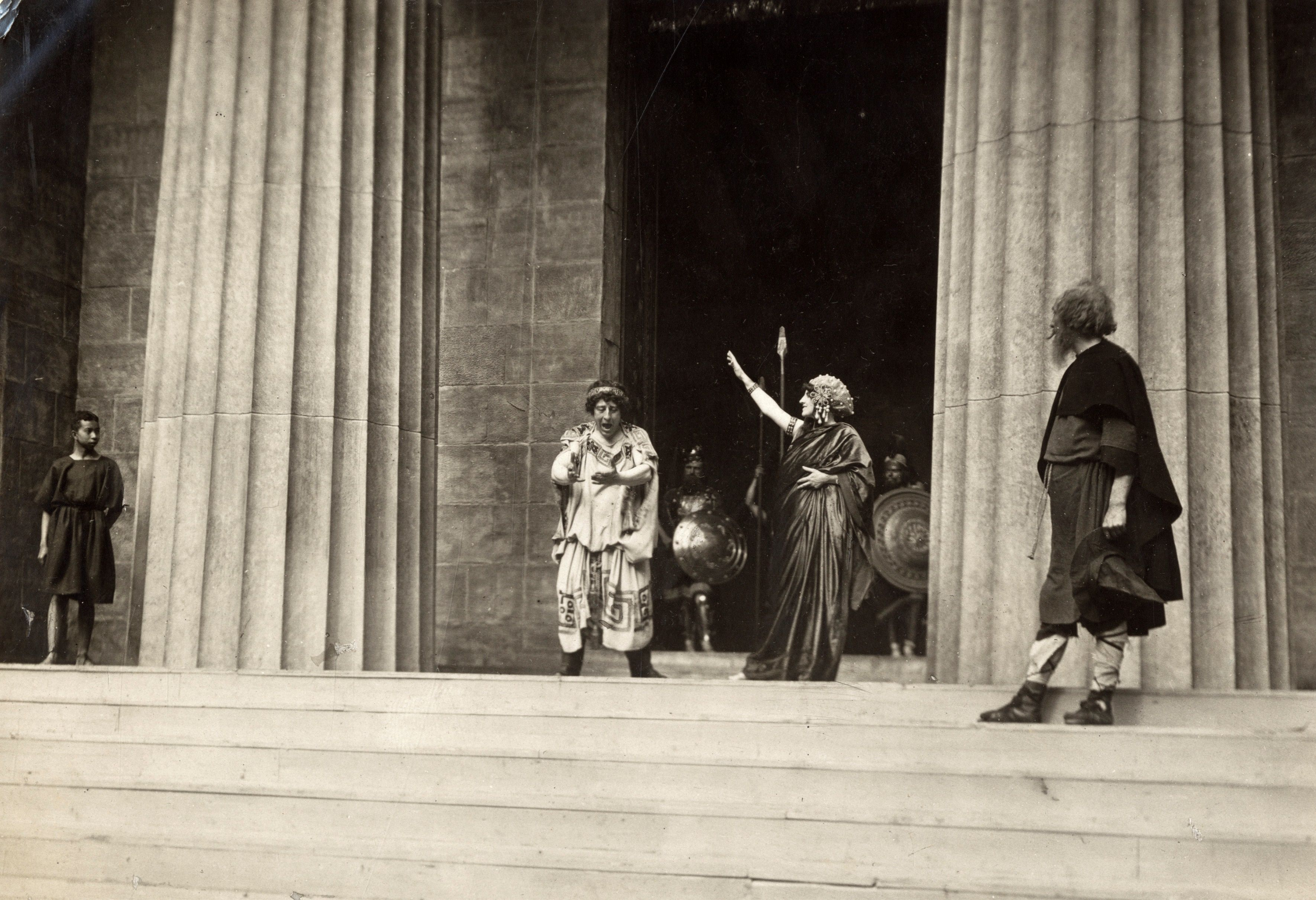
Openluchtvoorstelling toneeldrama Oedipus, regie Willem Royaards in Park Sonsbeek, Arnhem, 1913, decor: Frits Lensvelt, kostuums: Nell Bronger SFA022826948

In de volgende jaren werd het toneeldecor en de toneelbelichting Lensvelts belangrijkste werk. Vooral in de beginjaren maakte hij tussendoor nog vrij werk (etsen, aquarellen, tekeningen), geïnspireerd door lange reizen naar onder andere Spanje en de Balkan. En regelmatig maakte hij tijd voor bijvoorbeeld een boekomslag. Langzamerhand echter slokte het toneelwerk hem geheel op.
Voor de n.v. Het Tooneel verzorgde hij talloze voorstellingen.
Zijn ontwerpen maakten steeds meer indruk. Vooral vanaf ca. 1912 werd hij beschouwd als een vertegenwoordiger van een nieuwe stroming in de Europese scenografie naast beroemdheden als de Zwitser Adolphe Appia en de Engelsman Edward Gordon Craig. Het ging vooral om het centraal stellen van de actie, de acteurs. Daarbij dienden de decors slechts de actie te ondersteunen in plaats van er, met een eigen invulling, van af te leiden, zoals tot dan toe te vaak het geval was. Het zien en benutten van de enorme mogelijkheden van het nieuwe elektrisch licht was een ander element in Lensvelts verrassende bijdrage aan Royaards' toneelkunst. Daarnaast was ook zijn samenwerking met Nell Bronger cruciaal; haar bijzondere kostuums pasten wonderwel in zijn decors en accentueerden de karakters der acteurs.

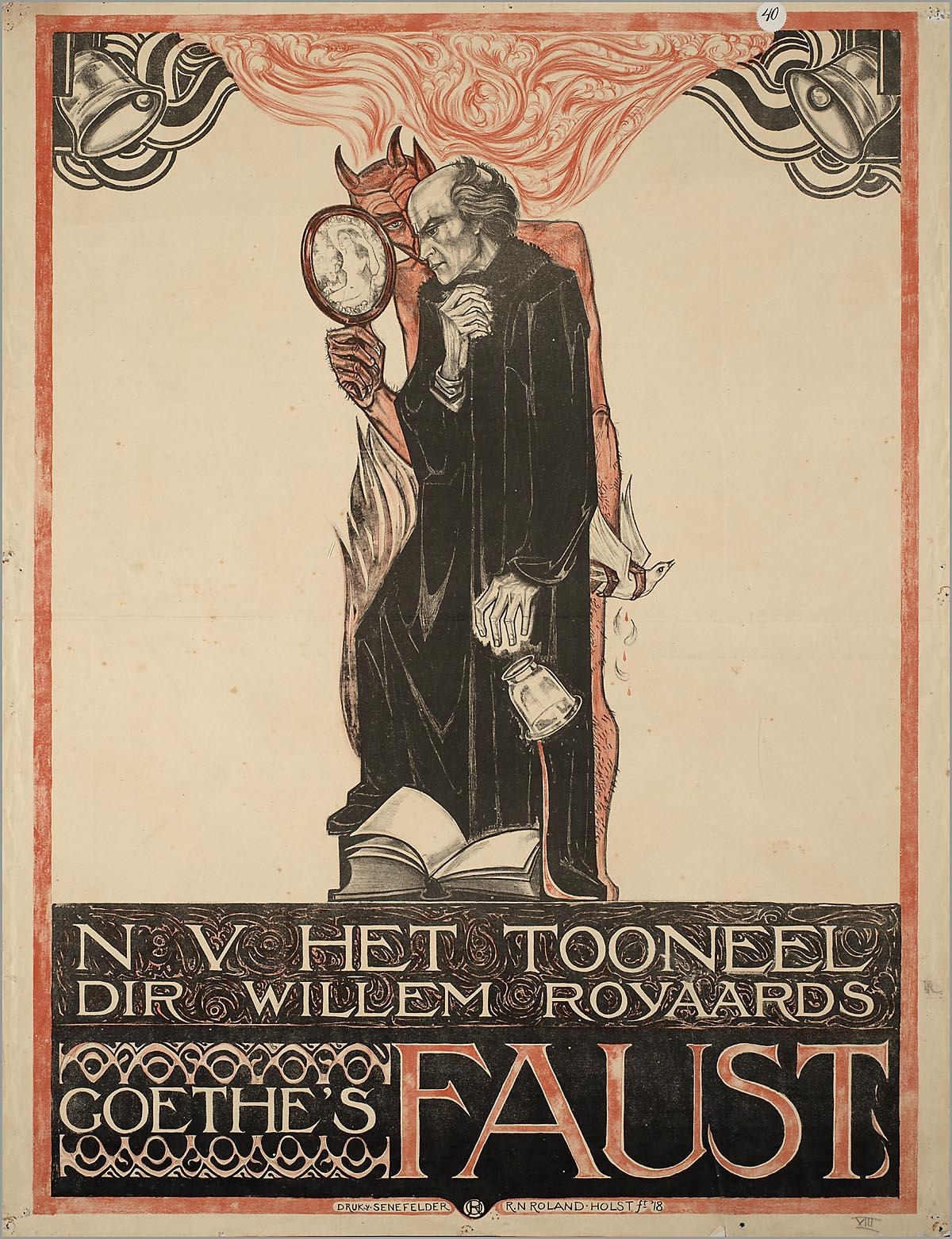
affiche van Richard Roland Holst

Een paar van hun meest memorabele producties: Gijsbrecht van Aemstel (1912) van Joost van den Vondel, William Shakespeare's Een Midzomernachtdroom (1914) en Driekoningenavond (1917) en Goethe's Faust (1918).
In 1914 trouwden ze.
In 1916 werd hun dochter geboren, Sophie Cornelia Klaertje. Ze werd Puck genoemd naar het karakter uit Midzomernachtsdroom. Later, in 1922, kwam Frits Junior het gezin completeren. In zijn jeugd werd hij Boed genoemd.
Rond 1917 begon Lensvelt genoeg te krijgen van het altijd gehaaste en vluchtige theaterbedrijf. Het duurde een paar jaar maar hij maakte zich steeds meer los van de n.v. Dit tot groot verdriet van Royaards die hem koste wat het kost voor zijn ensceneringen wilde behouden.
Wat bij dit proces meespeelde is het eenzame maar idyllisch gelegen Dijkhuis buiten Veere dat de Lensvelts in 1918 in eerste instantie als vakantiehuis kochten. Al snel wilde Frits eigenlijk al zijn tijd daar wel doorbrengen en vanaf 1921 was het zover: hij nam definitief ontslag en trok zich met vrouw en kinders terug op Walcheren.

### Veerse jaren 1921-1933

#### Internationale Theatertentoonstelling 1922
In 1920 werd hij door Frans Mijnssen, de secretaris van de Vereniging 'Kunst aan het Volk' gevraagd mee te komen denken over een internationale theatertentoonstelling. Lensvelt haalde er Hendrik Wijdeveld bij die bij Eduard Verkade een soortgelijke rol had vervuld als hijzelf bij Royaards. 

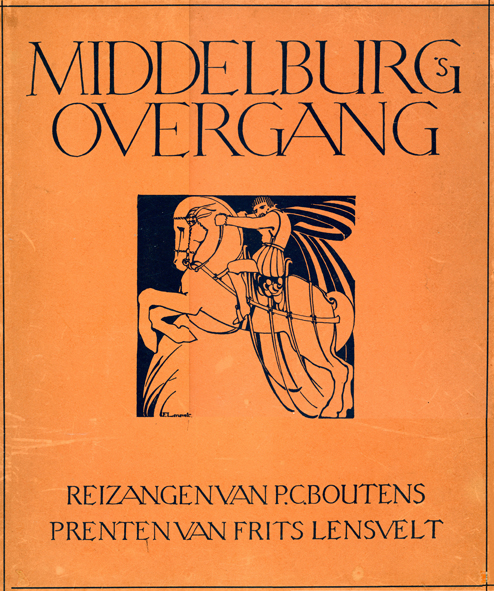
Omslag 'Middelburgs Overgang, uitg. den Boer, Middelburg, 1926, tekst P.C. Boutens, boekontwerp en prenten Frits Lensvelt

Samen werkten ze anderhalf jaar aan vorm en inhoud van de tentoonstelling die in 1922 plaatsvond in het Stedelijk Museum Amsterdam. Inhoudelijk was het een groot succes waar alle Europese (en een aantal Amerikaanse) theatervernieuwers aan deelnamen. Als catalogus diende een speciaal drietalig dubbelnummer van het blad Wendingen (waar Wijdeveld hoofdredacteur van was). Lensvelt verzorgde het omslag ervan.

#### Middelburgs Overgang 1924
In 1924 werkte Lensvelt samen met Nell Bronger aan een groot openluchtspel op de Markt van Middelburg. Hij regisseerde het en verzorgde de enscenering tegen de achtergrond van het gotische stadhuis. Zij ontwierp de kostuums en begeleidde de productie ervan door de Amsterdamse kostuumverhuurder A. Serné en Zn. Behalve de hoofdpersonen deden er honderden figuranten mee, waaronder liefst 4 koren. Het spel, getiteld 'Middelburgs Overgang', was geschreven door de dichter P.C. Boutens ter gelegenheid van het feit dat 350 jaar eerder de stad was overgegaan naar de prinsgezinden. Op 6 en 7 augustus werd het stuk met groot succes opgevoerd in aanwezigheid van de hele koninklijke familie. Lensvelt was er echter nog niet klaar mee; meer dan een jaar werkte hij aan een groot formaat, geheel gekalligrafeerd boek met de teksten van Boutens en geïllustreerd met kleurrijke prenten van hemzelf. 

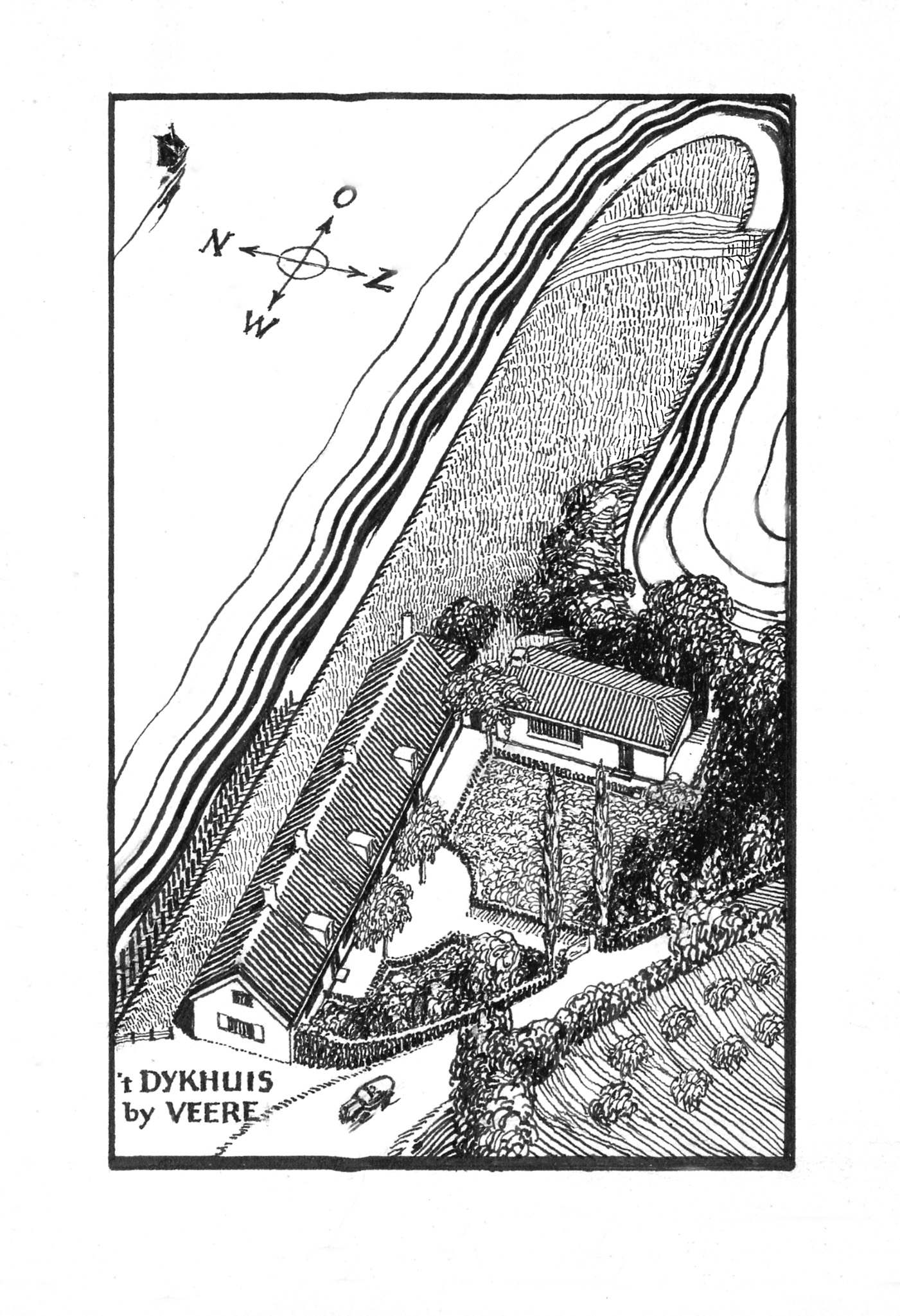
Dijkhuis bij Veere uit vogelperspectief, pentekening Frits Lensvelt, begin jaren '30

De Middelburgse uitgever den Boer gaf het in 1926 uit. Het wordt algemeen beschouwd als een hoogtepunt in Lensvelts carrière als boekontwerper.

#### Dijkhuis
En dit alles vanuit dat Dijkhuis, gelegen op 20 minuten lopen van Veere. Lensvelt bouwde er in de tuin een ruim atelier maar was natuurlijk veel op reis voor zijn werk. 's Zomers was het er heerlijk en kwamen tal van bekenden langs. Ook in Veere, kunstenaarsdorp bij uitstek, maakte het echtpaar vrienden als Willem Vaarzon Morel en Johannes ten Klooster. en Jan Heyse 's Winters was het echter vaak afzien: geen elektra, geen stromend water, storm over het Veerse Gat. In Middelburg treedt hij eind jaren '20 toe tot het bestuur van het Kunstmuseum, een voorloper van het latere Zeeuws Museum en als zodanig was hij nauw betrokken bij het aankoopbeleid ervan. Medebestuurslid was jarenlang de oorspronkelijk Belgische schilder Reimond Kimpe.

#### Meubel- en binnenhuisontwerp

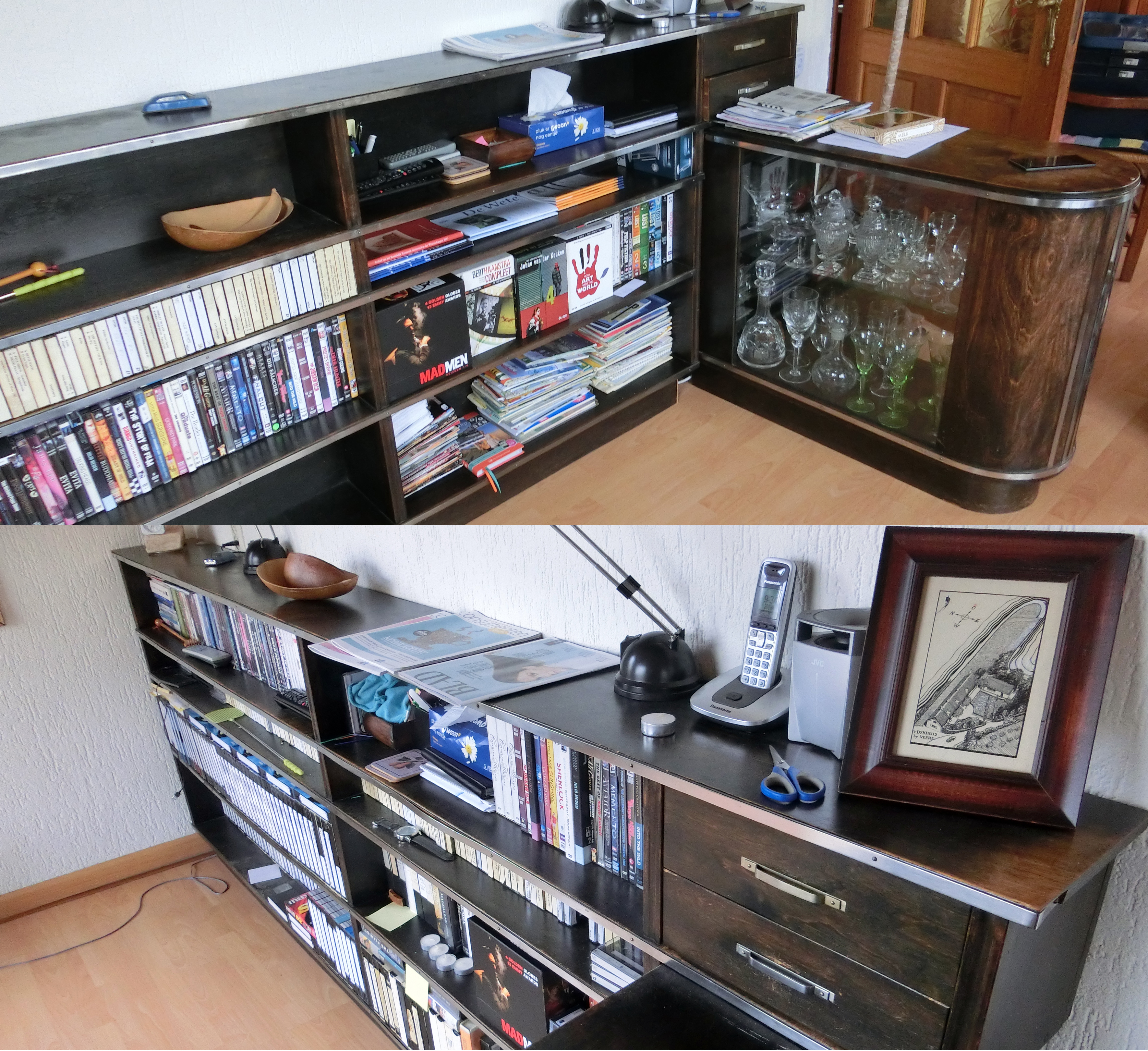
boekenkast combinatie, 2 delen van 5, ontworpen voor appartement in Okeghemstraat, Amsterdam, Frits Lensvelt, 1933

In 1926 verbonden de Lensvelts zich contractueel aan het interieurverzorgingsbedrijf 'Ex- en Interieur' aan de Amsterdamse van Baerlestraat. Hij richtte de toonkamers in en ontwierp meubilair, zij kleedde de ruimtes aan, koos gordijnen, kussens accessoires, etc. Hoewel de samenwerking met 'Ex- en Interieur' slechts drie jaar zou stand houden zou Lensvelt zich vanaf die tijd steeds meer manifesteren als binnenhuisarchitect en meubel ontwerper. Hij verzorgde verbouwingen voor welgestelde particulieren en ontwierp meubilair voor hen: een muziekkamer voor een herenhuis in Rotterdam (1929-1930), een woonkamer in de Okeghemstraat (1933), een kantoor in de Amsterdamse Wouwermanstraat (1934). Voor een goede vriend in Goes nam hij door de jaren heen het hele huis onder handen, nu eens hier, dan weer daar (1928-1939). Voor een buitenhuis in de Domburgse duinen ontwierp hij het terrassen- en trappenstelsel rondom het huis (1926-1927).

#### Lampontwerp en Glasfabriek Leerdam

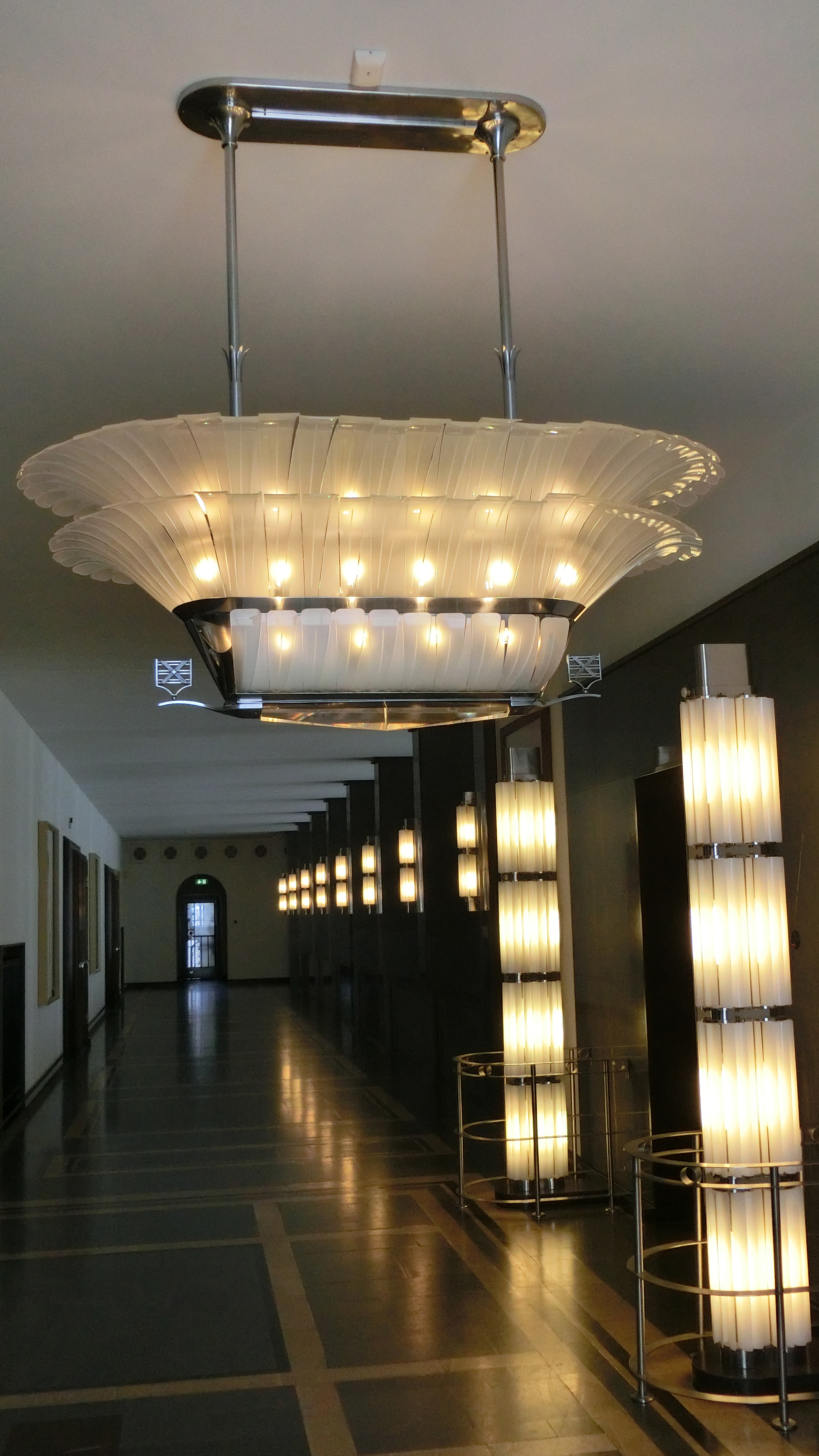
Glasveerkroon en gangverlichting Stadhuis Enschede, ontwerp Frits Lensvelt, uitvoering Glasfabriek Leerdam, 1932-1933

De toonkamers van 'Ex- en Interieur' hadden nog een ander effect, minstens zo belangrijk; de combinatie van directe en indirecte verlichting die Lensvelt had toegepast viel op en leidde al vrijwel direct tot grote belangstelling voor zijn ideeën over licht en lampen.
Hij kwam in contact met Petrus Marinus Cochius en Andries Copier van de Glasfabriek Leerdam en werd gevraagd voor de fabriek verlichtingselementen te ontwerpen. Het leidde o.a. tot de zogenaamde Lensveltlamp waarvoor patent werd verkregen. Belangrijker was echter dat Lensvelt in Leerdam de partner vond die zijn bijzondere ontwerpen kon uitvoeren. Met Copier ontwikkelde zich een hechte vriendschap waardoor hij er altijd iemand had die hem waar nodig tot steun kon zijn want heel eenvoudig was de samenwerking meestal niet.
Het eerste project (in 1928) was direct een prestigieuze opdracht: Willem Penaat, die het Amsterdamse stadhuis, het aloude Prinsenhof (Amsterdam) aan de Oudezijds Voorburgwal verbouwde en aan de moderne tijd aanpaste vroeg hem de lampen te ontwerpen voor de Raadszaal en aanpalende Koffiekamer. In de loop der tijd volgden meer van dit soort grote opdrachten. In 1929 een concertzaal- en foyerverlichting in Almelo en in dat zelfde jaar een kerkverlichting in de St. Dominicuskerk in Utrecht In 1932-1933 nam hij vrijwel alle verlichtingselementen voor het nieuwe stadhuis van Enschede voor zijn rekening. Het werd gebouwd door de architect Gijsbert Friedhoff.

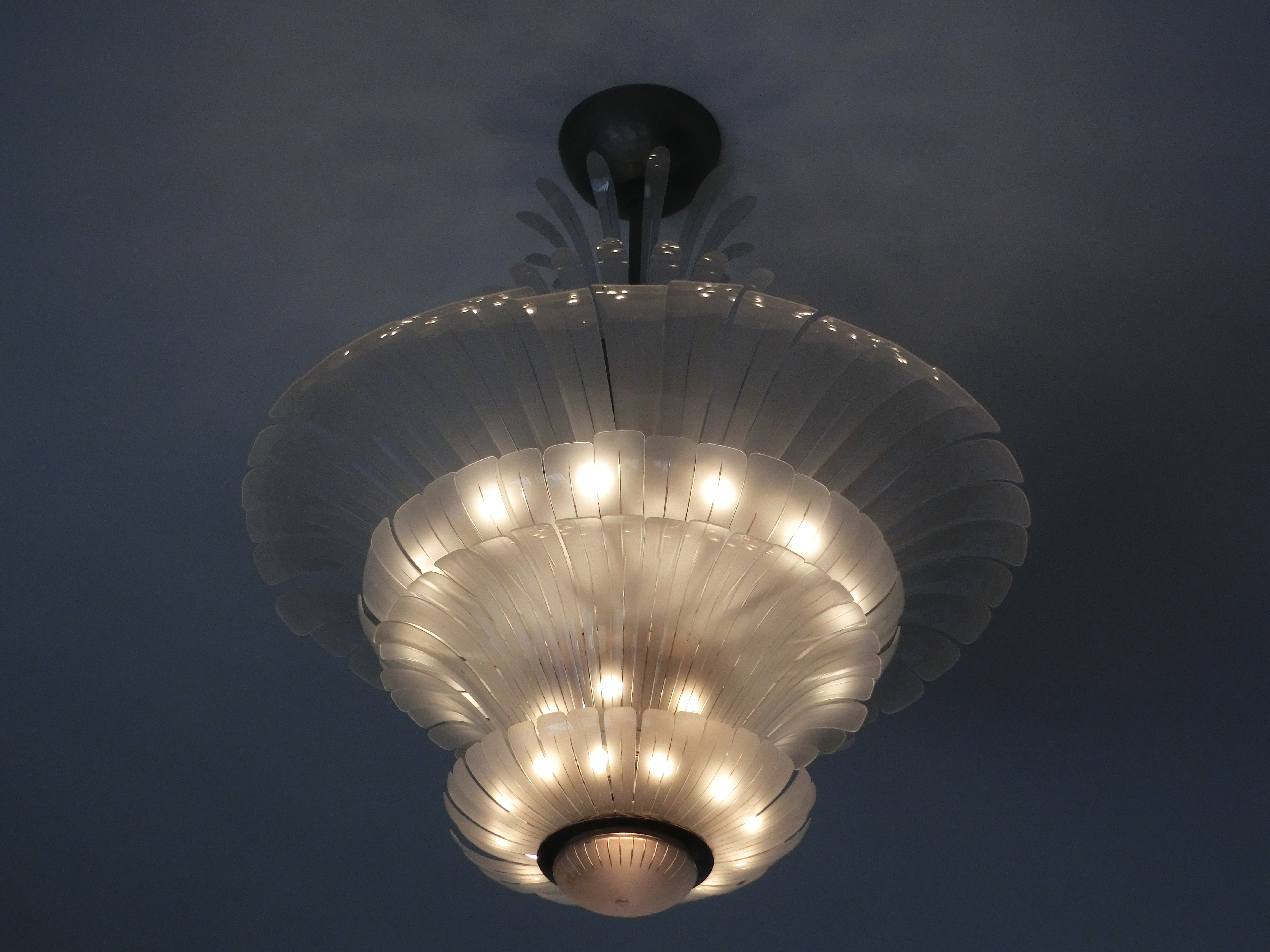
Glasveerkroon 'Wooldhuis', Vlissingen, ontwerp Frits Lensvelt, 1932

Maar ook particulieren klopten voor lampen bij hem aan, vaak in combinatie met door Lensvelt ontworpen interieurs.
Een apart onderdeel van zijn lampontwerpen vormden de imposante kroonluchters, opgebouwd uit meerdere lagen indirecte verlichting; dat begon al met de muziekkamer in Rotterdam en ging verder met bijzondere glasveerkronen voor de vestibule van het Stadhuis van Enschede en voor de achthoekig-ronde eetkamer in het Vlissingse Wooldhuis, dat in 1932 werd gebouwd door Dirk Roosenburg. Er zouden nog meerdere volgen.

### Terug in Amsterdam 1933-1941

#### Verhuizing en overlijden Nell Bronger
In 1933 verhuisden de Lensvelts terug naar Amsterdam. Dochter Puck zat voor haar eindexamen dus die ging nog een jaar in de kost in Middelburg maar Boed kon gemakkelijker de overgang maken naar een Amsterdamse lagere school. Ze gingen wonen in Zuid, op een verdieping met uitzicht op de Pieter Lastmankade, een heel verschil met de ruimte en het wijdse uitzicht van het Dijkhuis. Ze hielden het Dijkhuis wel aan; vanaf nu was het weer vakantiehuis en als het even kon zat Frits er weer. Zijn vrienden op Walcheren vergat hij ook niet. Zo bleef hij aan als bestuurslid van het Middelburgse Kunstmuseum.

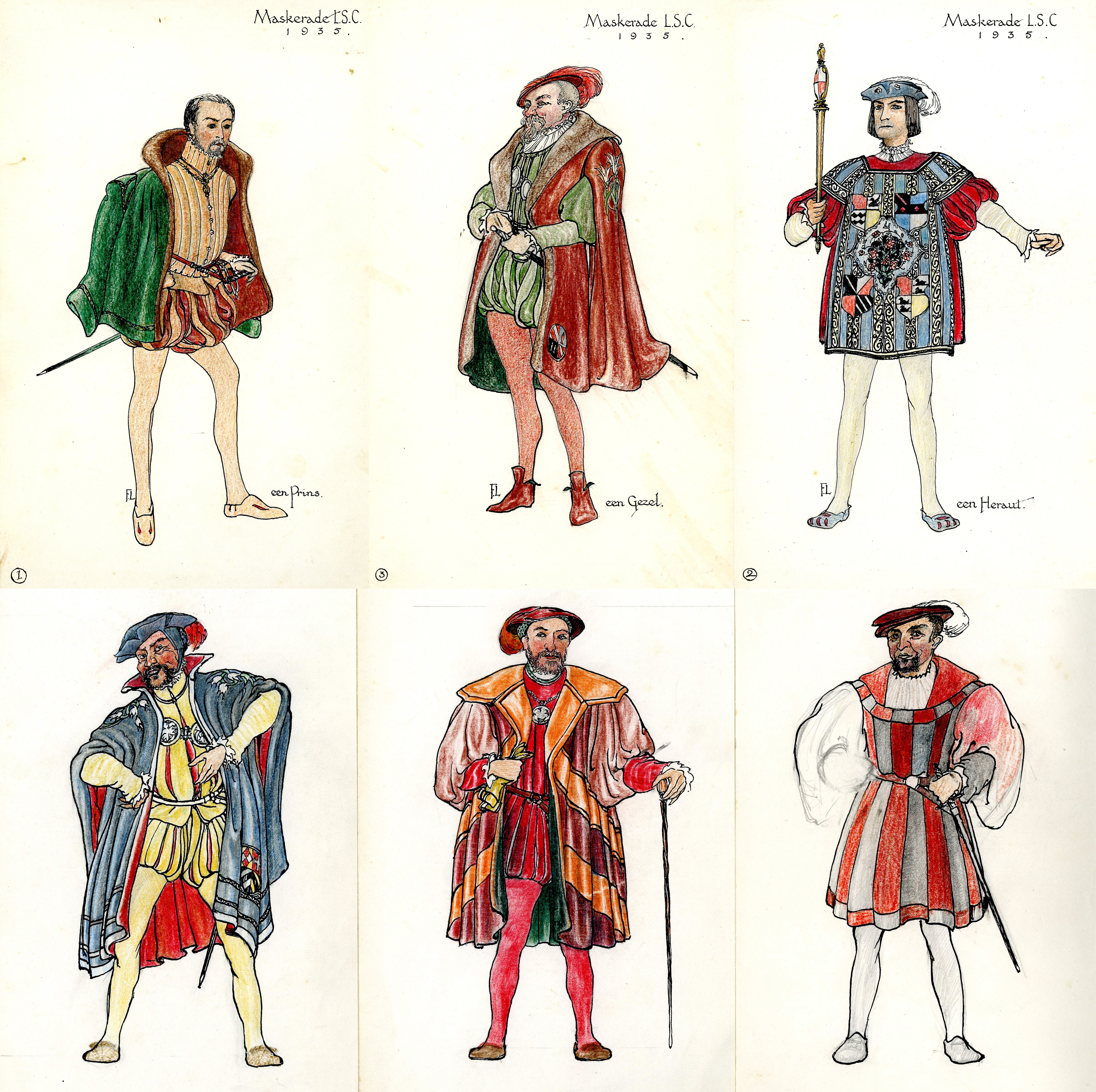
kostuumontwerpen Lustrum Leids Studenten Corps 1935, Frits Lensvelt en Nell Bronger

In 1935 overleed Nell zeer onverwachts aan een herseninfarct. Het was een grote slag voor Lensvelt die altijd heel erg geleund had op het oordeel en advies van zijn vrouw. Als gastvrouw en opvoedster van Boed nam Puck de rol van haar moeder zo goed mogelijk over.

#### werk
Nog tijdens Nells leven kregen de Lensvelts in 1934 weer een groot openluchtspel te organiseren, ditmaal ter gelegenheid van een lustrum van LSV Minerva, het Leidse Studenten Corps, dat plaats zou hebben in 1935. Nells overlijden weerhield Lensvelt er niet van het dan maar alleen af te maken. Het ging om een Middeleeuwse Maskerade van Rederijkerskamers waarin een een zogenaamd landjuweel werd nagespeeld. Ook nu weer vond hij het 'live event' alleen niet genoeg.

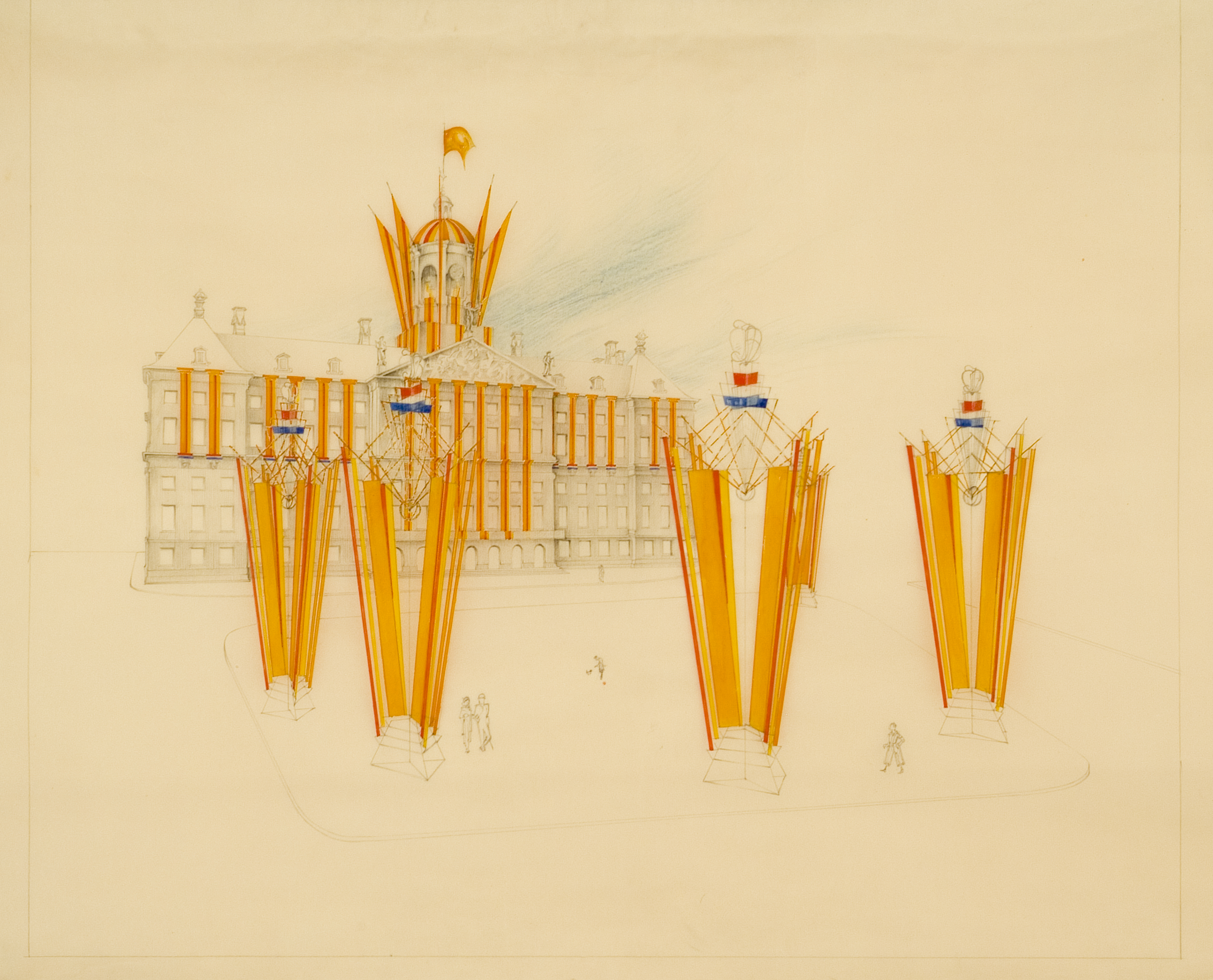
Ontwerptekening oranje versiering Dam en paleis ter gelegenheid van het bezoek van de net getrouwde Juliana en Bernhard, ontwerp Frits Lensvelt, 1937

Het jaar erna werkte hij aan een grote prent waarin de optocht minutieus en tot in detail werd weergegeven
Ook in 1934 kreeg Lensvelt de opdracht om het licht te ontwerpen voor de eersteklas lounge en rookkamer van het 'motormailschip' 'Indrapoera'. Architect Jan Postma uit Deventer kocht en verbouwde in 1936 aan de IJssel bij Gorssel het prachtige buiten Ravensweerd. Lensvelt werd gevraagd de ontvangsthal te ontwerpen inclusief meubilair. In 1937 nam hij zitting in een commissie van de gemeente Amsterdam die ervoor moest zorgen dat er eenheid kwam in de plannen om de stad te 'versieren' voor het komende bezoek van prinses Juliana en prins Bernhard die net getrouwd waren. Hijzelf versierde en verlichtte de Dam, het paleis en het Damrak.
In 1937 werd hij ook aangesteld als lector kostuumgeschiedenis aan de Rijksakademie van beeldende kunsten, zijn eerste 'vaste baan' sinds de toneeljaren bij Royaards. Ook werd hij gevraagd als secretaris van de Tentoonstellingsraad voor Bouwkunst en Verwante Kunsten, een samenwerkingsverband met als doelstelling driejaarlijkse tentoonstellingen over Nederlandse architectuur te organiseren. Lensvelt begon
zich daarmee ook in bestuurlijke en kunsteducatieve kringen nadrukkelijker te manifesteren. In 1939 volgden op dit gebied ook nog het redacteurschap van het Bouwkundig Weekblad en een aanstelling als leraar kostuumkunde aan de toneelschool, voorloper van de Academie voor Theater en Dans.
In 1937 en 1938 werkte hij aan het totale 'lichtplan' van een door Gijsbert Friedhoff te bouwen Christian Science kerk in Amsterdam. In 1938 voorziet hij de leraarskamer van het Amsterdams Lyceum van bijzondere verlichting.

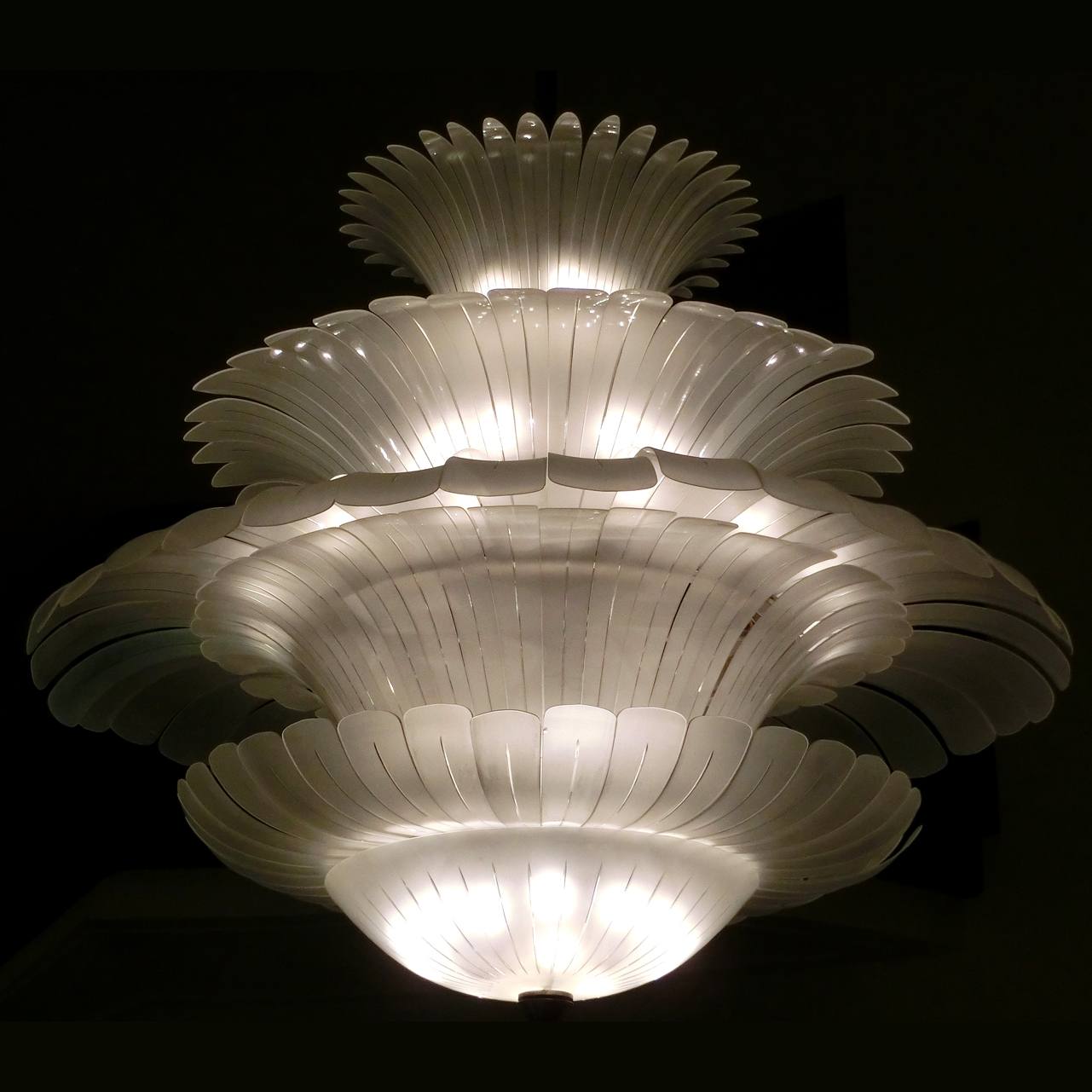
glasveerkroon van de centrale hal in de Javasche Bank, Amsterdam, ontwerp Frits Lensvelt, uitvoering Glasfabriek Leerdam, 1939

In 1938/1939 ontwierp hij alle verlichting voor de nieuw te bouwen Javasche Bank aan de Amsterdamse Keizersgracht (architect: Christiaan Posthumus Meyjes jr.). Daaronder ook weer eens een indrukwekkende lichtkroon voor de centrale hal. Hij zou er hierna nog slechts één ontwerpen: de niet teruggevonden glasveerkroon voor het gebouw van de de Algemeen Nederlandsch-Indische Electriciteitsmaatschappij aan de Keizersgracht in Amsterdam Vanaf 1939 werkte hij samen met zijn broer Wim (architect op de Veluwe) aan een ontwerp voor een nieuw stadhuis voor de gemeente Kapelle in Zeeland. Het was een hoofdpijnproject dat ook nog eens door de oorlog werd uitgesteld en uitgesteld. De uiteindelijke nieuwbouw werd na de oorlog door een andere architect ontworpen.

#### Laatste jaren
Al die jaren was het Dijkhuis zijn toevluchtsoord gebleven en ook de kinderen vierden er regelmatig vakantie. Daarnaast werd het regelmatig verhuurd of uitgeleend aan anderen. Eind 1939 werd het voor een half jaar verhuurd aan de beeldend kunstenaar Claire Bonebakker. Maar de oorlog brak uit en Nederland werd in mei 1940 bezet. Alles werd anders; Bonebakker bleef op het Dijkhuis, opdrachten voor Lensvelt droogden op en het leven in Amsterdam werd zwaarder. Hij schreef nog voor het Bouwkundig Weekblad (dat zich uiteindelijk ophief in 1941 ), hij gaf nog les aan Rijksacademie en Toneelschool en werkte met o.a. Willem Sandberg aan een tentoonstelling in het Stedelijk over 150 jaar mode.
In 1941 besloot hij om terug te verhuizen naar het Dijkhuis. Een half jaar deelde hij het met Bonebakker maar in 1942 werd het als strategische locatie door de Duitsers geconfisqueerd. Er kwamen kanonnen, mitrailleur stellingen en het huis werd gebruikt voor inkwartiering van de manschappen. Dit alles onder de naam van Stützpunkt Fischhausen. Claire Bonebakker moest met talloze andere (niet economisch gebonden) inwoners Walcheren verlaten. Lensvelt mocht voorlopig blijven omdat hij vagelijk verbonden was aan de stichting Herbouw Walcheren die probeerde het verwoeste Middelburg weer op te bouwen. Hij ging wonen in Veere zelf.
In 1943 hertrouwde hij met de Amsterdamse bibliotheekdirectrice Annie van Rijn. Maar in 1944, vlak na de invasie in Normandië, moest het echtpaar toch uit Veere vertrekken. Ze vonden een evacuatieadres in de Betuwe waar ze de rest van de oorlog verbleven. Daar hoorden ze dat het Dijkhuis zelf inmiddels was afgebroken en dat het eiland in het najaar door de Engelsen onder water was gezet. 

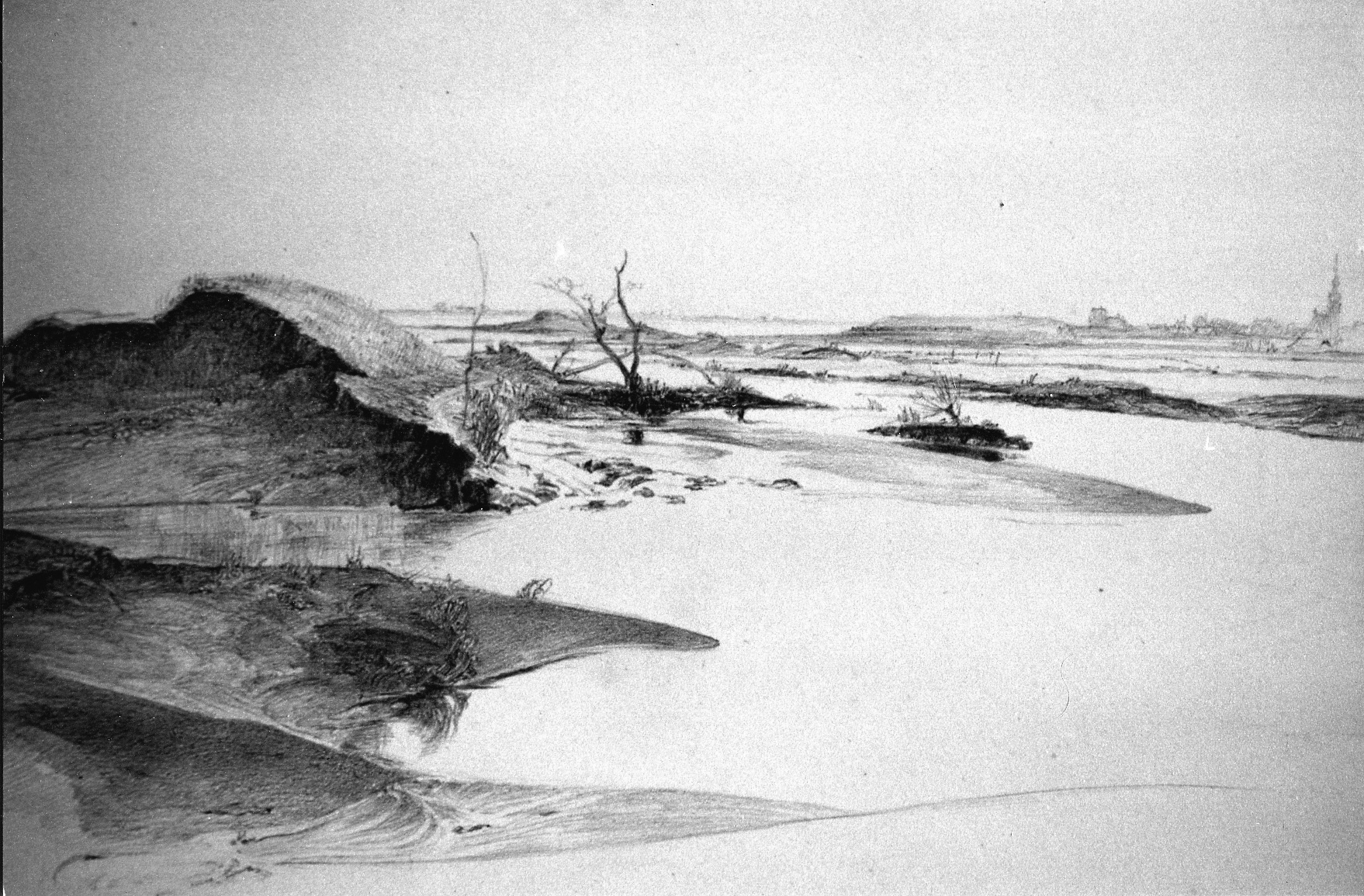
Tekening van het Dijkgat bij Veere op de plaats van het verdwenen Dijkhuis, Frits Lensvelt, juni 1945

Ze hoorden niet over de bommen die juist precies de dijk hadden geraakt waar het Dijkhuis gestaan had.
Direct na de oorlog, begin juni 1945, wist Lensvelt naar Walcheren terug te keren. Uiteraard schrok hij enorm van de ravage en het feit dat zijn geliefde plek weg was, voor altijd verzwolgen door de zee. Hij wilde het verdronken eiland tekenen en regelde daartoe een vrijgeleide van de Dienst Droogmaking Walcheren. Maar voor zichzelf zorgde hij niet goed. Een longontsteking werd hem fataal en op 23 juli 1945 stierf hij in het ziekenhuis van Middelburg.

## Boeken en ander grafisch werk
- Onze Dichters (bloemlezing), boekomslag, bladversieringen, Amsterdam, Meulenhoff & Co., 1908
- Waar wij zijn en wat wij zagen Marken, Volendam, enz., (prentbriefboekje) illustraties, geschreven door Jan Feith, Zaltbommel, C.J v.d. Garde & Co., ca. 1911
- Hanneke's Hemeldroom, (tekstboekje theatervoorstelling), illustraties, geschreven door A.D. Loman, Uitgeversmaatschappij Caecilia, 1912
- Voor de poort (roman) vormgeving, versiering, boekomslag, geschreven door Top Naeff, Amsterdam, Holkema en Warendorf, 1912
- Helene Servaes (roman), boekomslag en tekstversiering, geschreven door Herman Robbers, Amsterdam, Uitgevers-maatschappij Elsevier, 1914
- Rothenburg ob der Tauber, facsimile's van twaalf teekeningen in kleuren door Frits Lensvelt (map), Amsterdam, Uitgevers-maatschappij Elsevier, 1913 (1e keer)
- Een oude Beierse stad, (boek) illustraties (12 tekeningen), geschreven door Herman Robbers, Amsterdam, Uitgevers-maatschappij Elsevier, 1918 (2e keer)
- Prijscourant (reclamefolder Boomkweekerij van der Have, Kapelle), ontwerp en illustraties Frits Lensvelt, 1922

- Het Klokhuis Vijzelstraat 67 Amsterdam, Volkskunst (affiche) ontwerp, Amsterdam, het Klokhuis, ca. 1924[46]
- Herdenkingsfeesten Middelburg 1574-1924, 6 & 7 augustus 1924, (affiche) gemeente Middelburg, 1924[47]
- OHIM (maandelijkse brochure), vormgeving, Rotterdam, Overzeesche Hardhout Import Maatschappij, 1924 tot (tenminste) 1927
- 19-28 maart Zeeuwsche week in Ons Huis, Gouvernestr. 133 (affiche), ontwerp, Rotterdam, Ons Huis, 1925[48]
- Middelburgs Overgang (boek), kalligrafie, vormgeving, illustraties, omslag, geschreven door P.C. Boutens, Middelburg, Den Boer Uitgeverij, 1926
- Wereldkroniek Kerstboek, winter 1927-1928 (speciaal nummer weekblad), omslagontwerp, Wereldkroniek Uitgever, 1927
- de Overlaat, (roman), omslagontwerp, geschreven door Jo Zwartendijk, Den Haag, H.P. Leopold Uitgevers Maatschappij, 1929

- Chimaera (roman), omslagontwerp, geschreven door Willy Corsari, Den Haag, H.P. Leopold Uitgevers Maatschappij, 1929
- Bengaalsch Vuur (roman), omslagontwerp, geschreven door Herman Middendorp, Den Haag, H.P. Leopold Uitgevers Maatschappij, 1930
- Gestalten in de spiegel, (roman), omslagontwerp, geschreven door Willy Corsari Den Haag, H.P. Leopold Uitgevers Maatschappij, 1930
- Ned. Vereeniging van huisvrouwen (affiche), ontwerp, Ned. Ver. v. Huisvrouwen, ca 1930
- De zonden van Laurian Ostar (roman), omslagontwerp, geschreven door Willy Corsari, Den Haag, H.P. Leopold Uitgevers Maatschappij, 1931
- Prijscourant voor het jaar 1933, boomkweekerij van der Have, Kapelle, ontwerp, 1932
- De man zonder uniform (roman), omslagontwerp, geschreven door Willy Corsari, Den Haag, H.P. Leopold Uitgevers Maatschappij, 1933
- Wilhelmus van Nassauwe (boek), omslagontwerp, Middelburg, den Boer Uitgeverij, 1933
- Terugkeer tot Thera (roman), omslagontwerp, geschreven door Willy Corsari, Den Den Haag, H.P. Leopold Uitgevers Maatschappij, 1934
- Zeeland door de eeuwen heen (boek), omslagontwerp, Middelburg, den Boer Uitgeverij, 1934
- De bleyde Inkomste der Cameren van Rhetoryke binnen Leyden (lustrumplaat Leids Studenten Corps 1935), ontwerp, Leiden, LSC Minerva, 1936

## Diversen

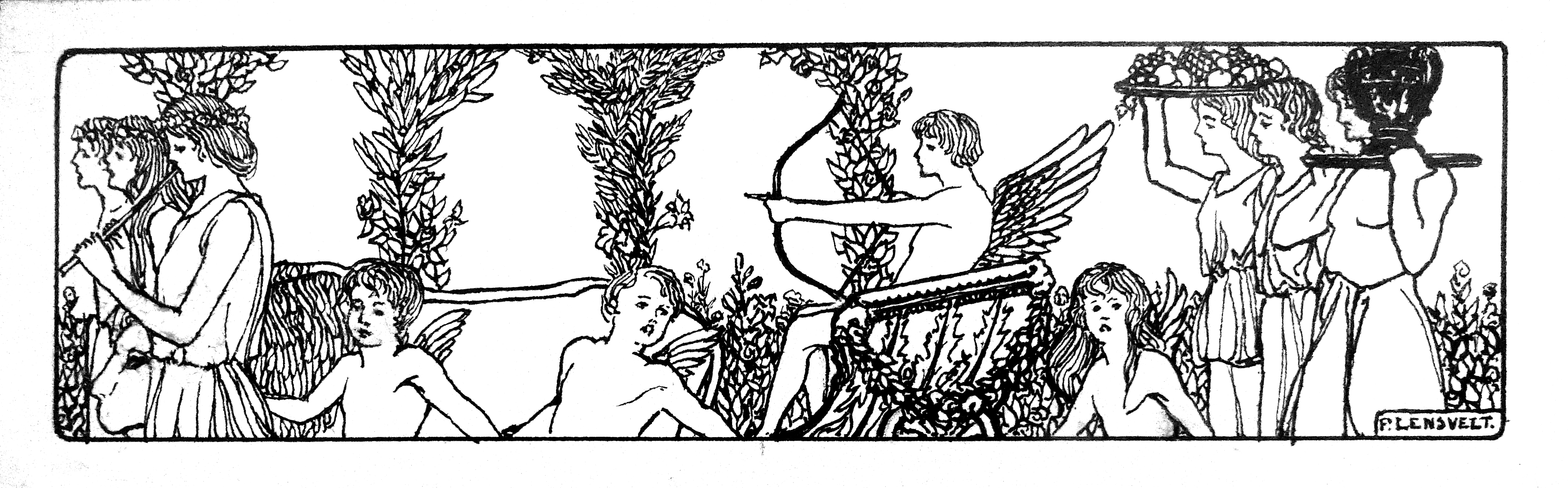
bladversiering van Frits Lensvelt uit 'Onze Dichters, Amsterdam, Meulenhoff & Co., 1908

- Advies B&W Den Haag over verbouwing Koninklijke Schouwburg, 1918 en 1928
- Advies verbouwing gebouw Kunstmin, Dordrecht, 1928
- Advies inrichting theaterzaal Philips Ontspanningsgebouw, Eindhoven, 1929
- Bestuursregister Stichting Papefonds, een gekalligrafeerd unicum met de namen van het bestuur sinds de oprichting van dit charitatieve fonds in Den Haag, 1929
- Ontwerp familiegraf Groneman-Ekker, Hengelo, inclusief beplanting, 1931, 1932
- Ontwerp gedenkplaat oprichtster Zeehospitium Zonneveld, Domburg, 1935
- Tekening familiewapen Voûte (tekening), familie Voûte, 1936
- Ontwerp toga's Professoren Universiteit van Amsterdam, 1938
- Ontwerp herinneringsplaquette 50-jarig bestaan fa. Gerzon, 1939
- Ontwerp grafmonument van Tijen Vlissingen, 1939
- Ontwerp grafmonument Chelly Oppenheim, Amsterdam, 1941
- Kalligrafie huwelijksaankondiging en -uitnodiging Puck Lensvelt, 1942

## Geschriften

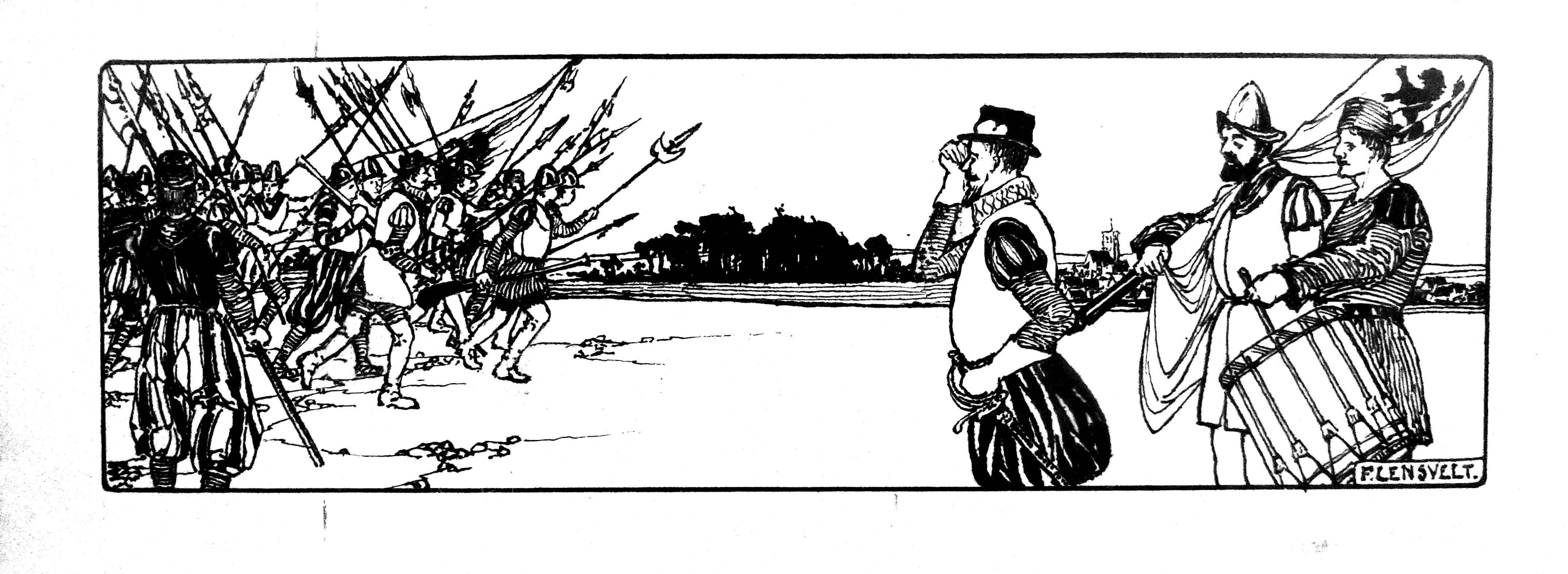
bladversiering van Frits Lensvelt uit 'Onze Dichters, Amsterdam, Meulenhoff & Co., 1908

- artikelen over o.a. reisindrukken Balkan, tentoonstelling in Wenen, etstechniek van Max Pollak voor Van onzen tijd (tijdschrift Katholieke Emancipatie, 1912, 1913
- Over de moderne kunst van het theater, artikel in twee delen, gepubliceerd in de Socialistische Gids, maart en april 1922
- Moderne verlichting onzer woning, artikel AVRO radiobode t.g.v. zijn radio causerie, 29 maart 1928
- Maskerade Landjuweel, artikel gepubliceerd in Het landjuweel te Leiden, uitgegeven t.g.v. 360-jarig bestaan der Leidsche Universiteit, Leiden-Amsterdam, Stenfert Kroese's Uitgevers-maatschappij, 1935
- Over ensceneering, decor en costume, artikel t.g.v. 300-jarig bestaan Amsterdamse stadsschouwburg, gepubliceerd in Ben Albach: 300 jaar stadsschouwburg (zie bibliografie), 1938
- De Zwitserse Nationale Tentoonstelling te Zürich, artikel in drie delen in het Bouwkundig Weekblad Architectura, jaargang 27, nr. 27, 28 en 41, 1939
- Spiegelingen in het glas 1940, Bouwkundig Weekblad Architectura, 6 april 1940, recensie Frits over glastentoonstelling Stedelijk Museum

## Literatuur

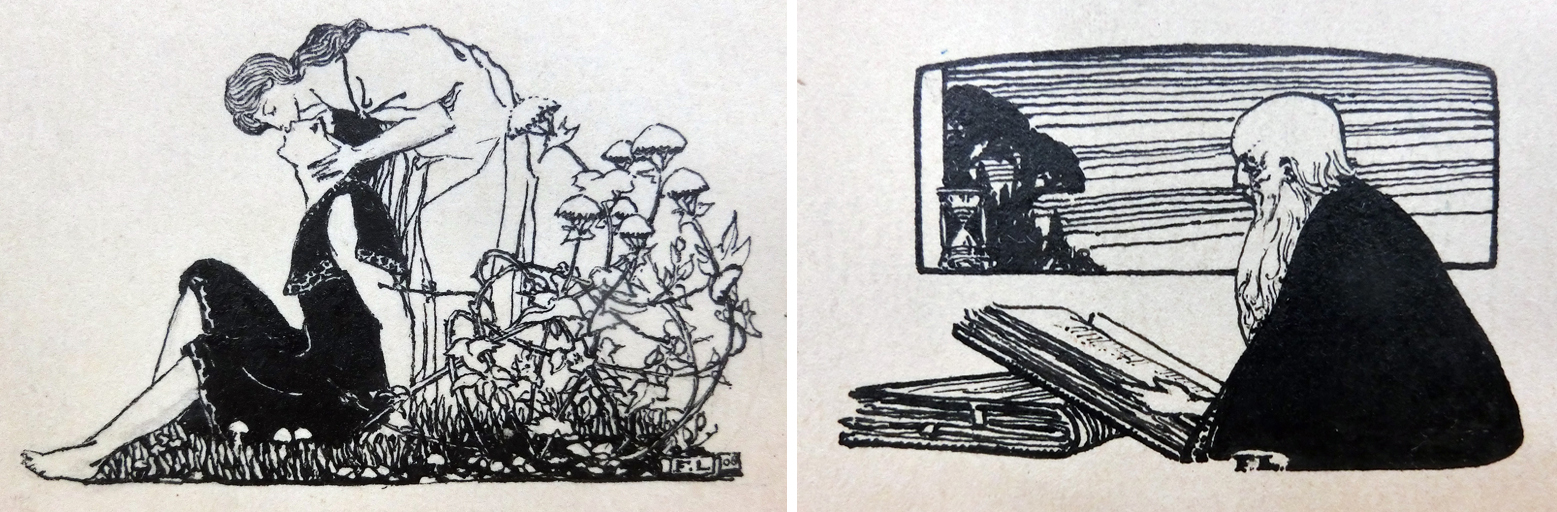
bladversieringen van Frits Lensvelt uit 'Onze Dichters, Amsterdam, Meulenhoff & Co., 1908
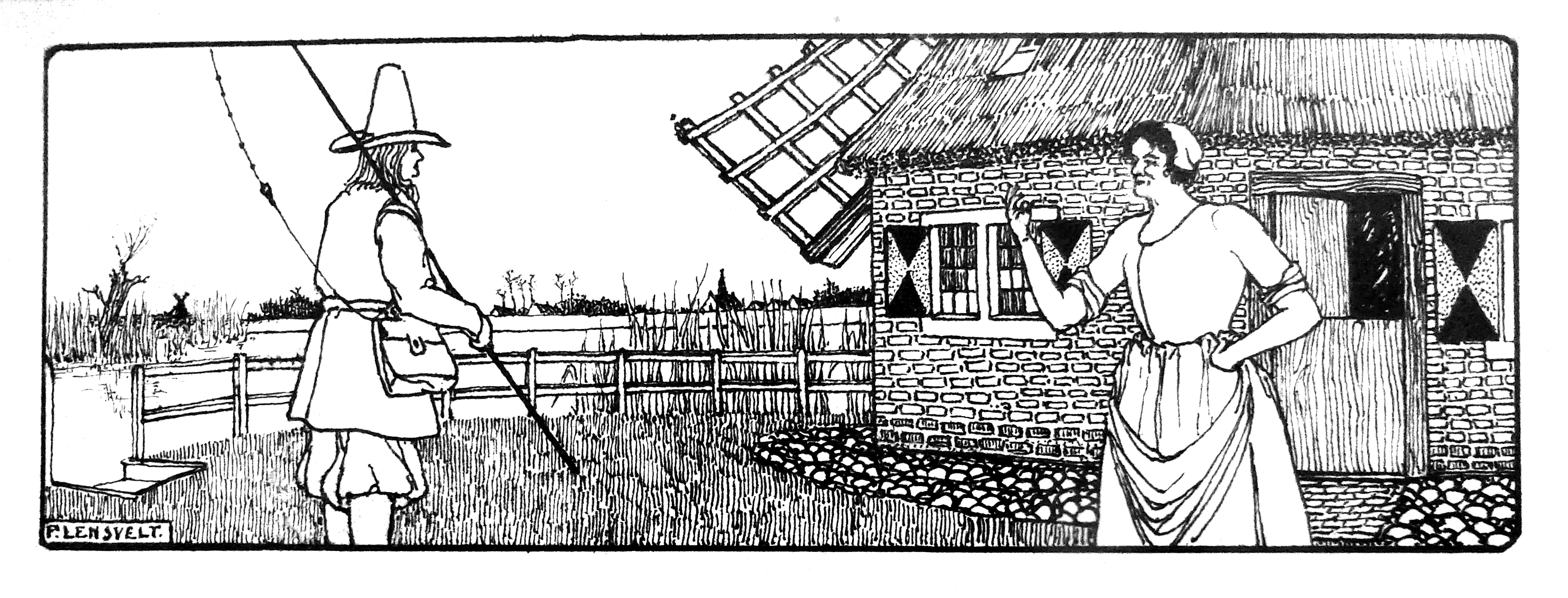
bladversiering van Frits Lensvelt uit 'Onze Dichters, Amsterdam, Meulenhoff & Co., 1908